# Museo di storia della psichiatria
Il Museo di storia della psichiatria è un museo di Reggio Emilia, che contiene una collezione di oggetti utilizzati nell'ospedale psichiatrico San Lazzaro di Reggio Emilia, raccolta a partire dal 1874 dallo psichiatra Carlo Livi e conservata in uno dei padiglioni dell'ex ospedale.
Attualmente fa parte della rete dei Musei Civici di Reggio Emilia.

## La sede del Museo

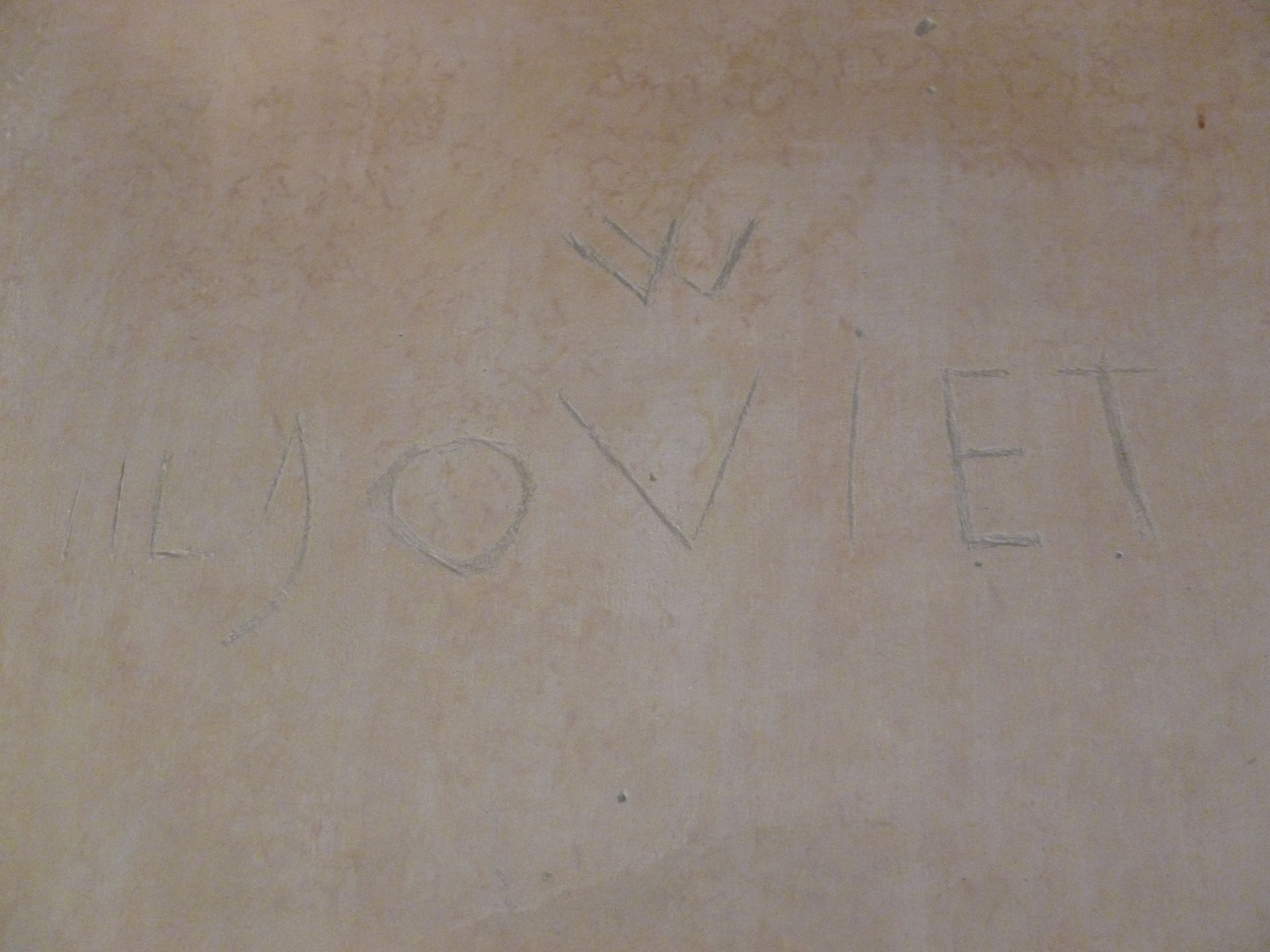
Graffito dei pazienti, Padiglione Lombroso

Il padiglione Lombroso, oggi adibito a museo, venne inizialmente costruito nel 1891 per ospitare i malati cronici tranquilli; in origine era chiamato Casino Galloni in onore del primo medico direttore del San Lazzaro.
L’edificio autentico era stato costruito in forme differenti da quelle di oggi, corrispondenti all’avancorpo di quello attuale.
A seguito della legge "Giolitti" del 1904, alla struttura vennero aggiunti due ali con celle e un muro di cinta, e l’edificio venne destinato all’isolamento e agli internati considerati socialmente pericolosi. 
Proprio per questo nel 1909 il Casino Galloni venne intitolato al criminologo e psichiatra Cesare Lombroso. Tuttavia ospitò anche malati che non avevano compiuto reati; infatti nel 1937, tra il 1940 e il 1941, e tra il 1945 e il 1948 vi fu ricoverato anche il pittore Antonio Ligabue.
Nel 1972 venne abbandonato; nel 1978, con la Legge Basaglia fu abbattuto il muro di cinta: negli anni i ricoverati vi avevano realizzato dei graffiti, ora perduti, di cui fortunatamente rimangono le foto di archivio. 

## La collezione

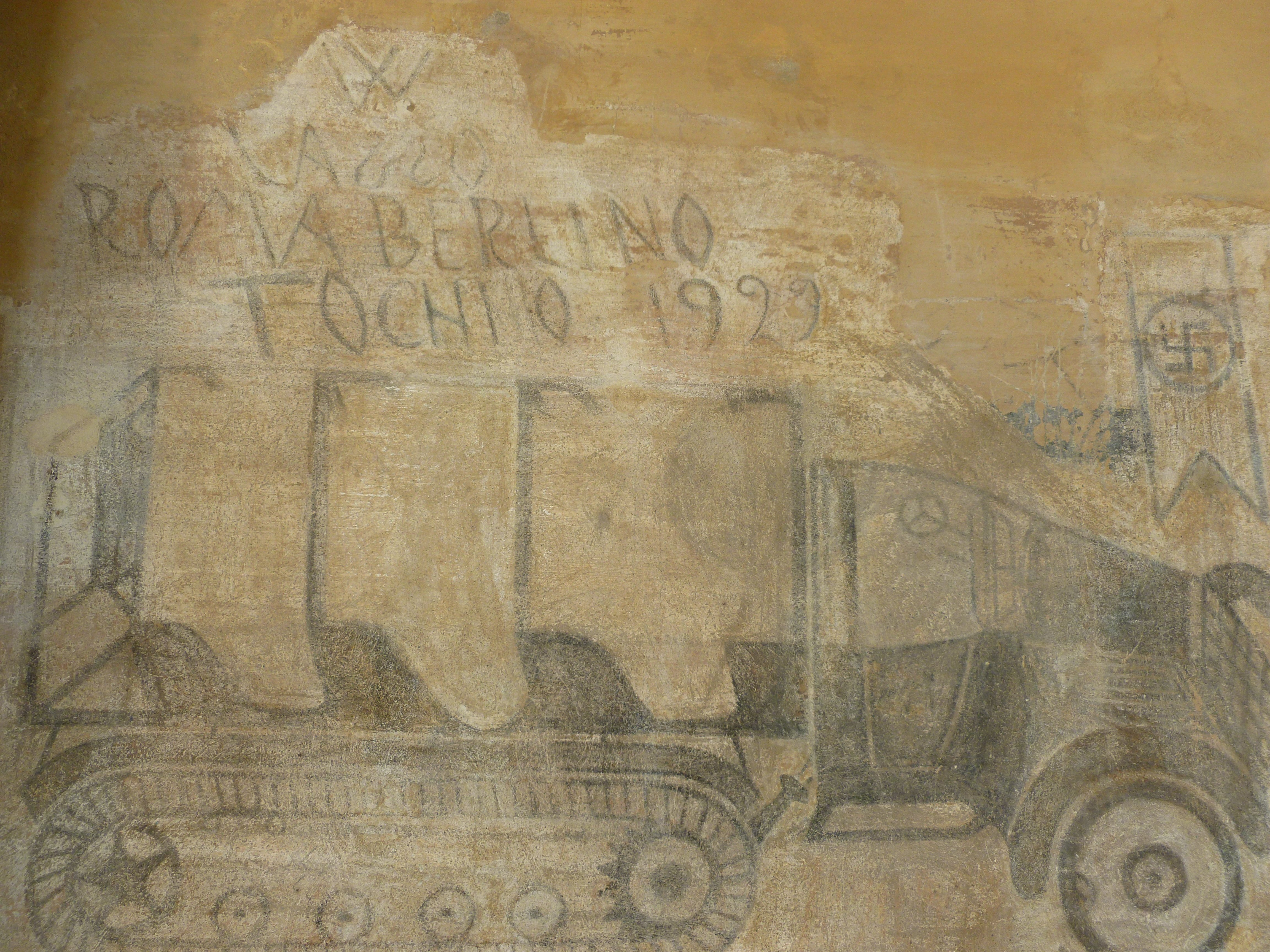
Graffiti dei pazienti, mura esterne Padiglione Lombroso

Il museo venne istituito da Carlo Livi nel 1874 come "Museo delle anticaglie"; proprio in questo periodo la filosofia positivista spinse gli ospedali psichiatrici di Reggio Emilia ed altre città a conservare ed esporre gli oggetti di contenzione. 
A Livi si deve anche la creazione della cranioteca.
Nel 1977 venne allestita per la prima volta la mostra al padiglione Lombroso di oggetti di contenzione e manufatti, con l'ipotesi di istituire un museo della psichiatria. 
Nel 1980, in occasione del Convegno sull'emarginazione psichiatrica nella storia e nella società, venne preparata la mostra "Il cerchio del contagio. Il S. Lazzaro tra lebbra, povertà e follia".
Nel 2011 viene ufficialmente aperto il Museo della Storia della Psichiatria.
La collezione del padiglione Lombroso comprende gli arnesi di contenzione come catene, manette, caschi del silenzio, camicie di forza. Sono conservati gli strumenti utilizzati per la terapia e la riabilitazione, anche per problemi fisici, come apparecchi per idroterapia o diatermia e gli strumenti dei laboratori scientifici.
Inoltre al suo interno è conservata una selezione di circa 40 disegni e 700 terrecotte dei ricoverati che risalgono ai laboratori di pittura aperti durante l’Ottocento fino alla loro chiusura. Grazie ad un recente restauro sono stati recuperati anche i graffiti dei pazienti presenti sui muri.
Nella scuola "A. Marro" (oggi non più esistente), voluta dal direttore al San Lazzaro per accogliere i minori del complesso, si effettuavano vari laboratori; tra questi, il laboratorio artistico di Ars Canusina, voluto da Maria Del Rio ed introdotto nella colonia nel 1932. I ragazzi realizzavano sia oggetti in terracotta che complicati ricami, soprattutto per uso liturgico (piviali, tovaglie per altare, eccetera) e occasionalmente mobili in legno.